# Charles O'Bannon
Pour les articles homonymes, voir O'Bannon.
Charles O'Bannon, né le 22 février 1975 à Lakewood en Californie aux États-Unis, est un joueur américain de basket-ball. Il évolue aux postes d'arrière et d'ailier. Son frère Ed est également basketteur.

## Palmarès
- Champion NCAA 1995